# 渡辺雅司 (ロシア文学者)
渡辺 雅司（わたなべ まさじ、1945年7月 - ）は、日本のロシア思想史研究者、東京外国語大学名誉教授。

## 略歴
東京に生まれる。1969年東京外国語大学外国語学部ロシヤ語学科卒業、1972年一橋大学大学院社会学研究科修士課程修了、1975年博士課程単位取得退学。1975年札幌大学外国語学部講師、1978年助教授、1981年同志社大学法学部助教授、1985年東京外国語大学外国語学部助教授、1989年教授、2011年に東京外国語大学を定年退職し、名誉教授となる。
妻は安井侑子。

## 著書
- 『美学の破壊 : ピーサレフとニヒリズム』（白馬書房、白夜叢書） 1980.11
- 『明治日本とロシアの影』（東洋書店、ユーラシア・ブックレット） 2003.6

## 翻訳
- 『亡命ロシア人の見た明治維新』（レフ・イリイッチ・メーチニコフ、講談社、講談社学術文庫） 1982.5
- 『回想の明治維新 : 一ロシア人革命家の手記』（メーチニコフ、岩波書店、岩波文庫） 1987.3
- 『星の書物 : 東方的・詩的宇宙のヴィジョン』（コンスタンチン・ケドロフ、亀山郁夫共訳、岩波書店） 1994.2